# Palwal
Palwal är en stad i delstaten Haryana i Indien, och är administrativ huvudort för ett distrikt med samma namn. Folkmängden uppgick till 128 730 invånare vid folkräkningen 2011, med förorter 131 926 invånare.